# Olivier Besancenot
Pour les articles homonymes, voir Besancenot.
Olivier Besancenot ([ɔlivje bəzɑ̃sno]), né le 18 avril 1974 à Levallois-Perret, est un homme politique français et syndicaliste d'extrême gauche.
Facteur de profession, il est candidat de la Ligue communiste révolutionnaire (LCR) aux élections présidentielles de 2002 et 2007, où il recueille respectivement 4,25 % et 4,08 % des voix. Jusqu'en 2011, il est porte-parole du Nouveau Parti anticapitaliste (NPA), qui a succédé à la LCR.

## Origines et carrière
Né à Levallois-Perret, dans le département des Hauts-de-Seine, Olivier Besancenot est le fils d'un professeur de physique au collège et d'une psychologue scolaire.
Il passe sa jeunesse à Louviers, dans l'Eure, où il est scolarisé en collège et lycée,. En 1996, il est diplômé d'une licence d'histoire de l'université Paris-Nanterre ; durant ses études supérieures, il milite à l'Union nationale des étudiants de France (UNEF).
Facteur à partir de 1997, d'abord à Levallois-Perret puis à Neuilly-sur-Seine, il travaille à temps partiel. Lors de la campagne présidentielle de 2007, il déclare toucher 1 000 euros nets par mois, et fait état d'un patrimoine net de 37 000 euros une fois déduit le prêt bancaire qu'il lui reste à rembourser de son capital total de 277 640 euros,. Depuis 2013, il travaille au guichet d'un bureau de poste dans le 18e arrondissement de Paris.

## Parcours politique

### Débuts et ascension
Ses premiers actes de militantisme se font à Louviers en 1988, alors qu'il a 14 ans, dans le cadre de l'association SOS Racisme ; il intègre alors les Jeunesses communistes révolutionnaires (JCR). En 1991, il adhère à la LCR, et devient membre du bureau national sept ans plus tard.
Avec d'autres employés, il fonde une section CGT dans le supermarché Shopi de Levallois-Perret, où il travaille pendant ses études. Membre de Sud-PTT à partir de 1997, il est attaché parlementaire d'Alain Krivine au Parlement européen entre 1999 et 2000. Alain Krivine, qui bénéficie de 5 000 euros pour payer des attachés parlementaires, lui en verse la moitié, soit 2 500 euros. Olivier Besancenot reverse la moitié de son salaire à son parti, ce qui lui laisse un revenu d'environ 1 250 euros. Il reprend ensuite son travail à La Poste (il déclare gagner environ 1 000 euros dans les années 2000).

### Élection présidentielle de 2002

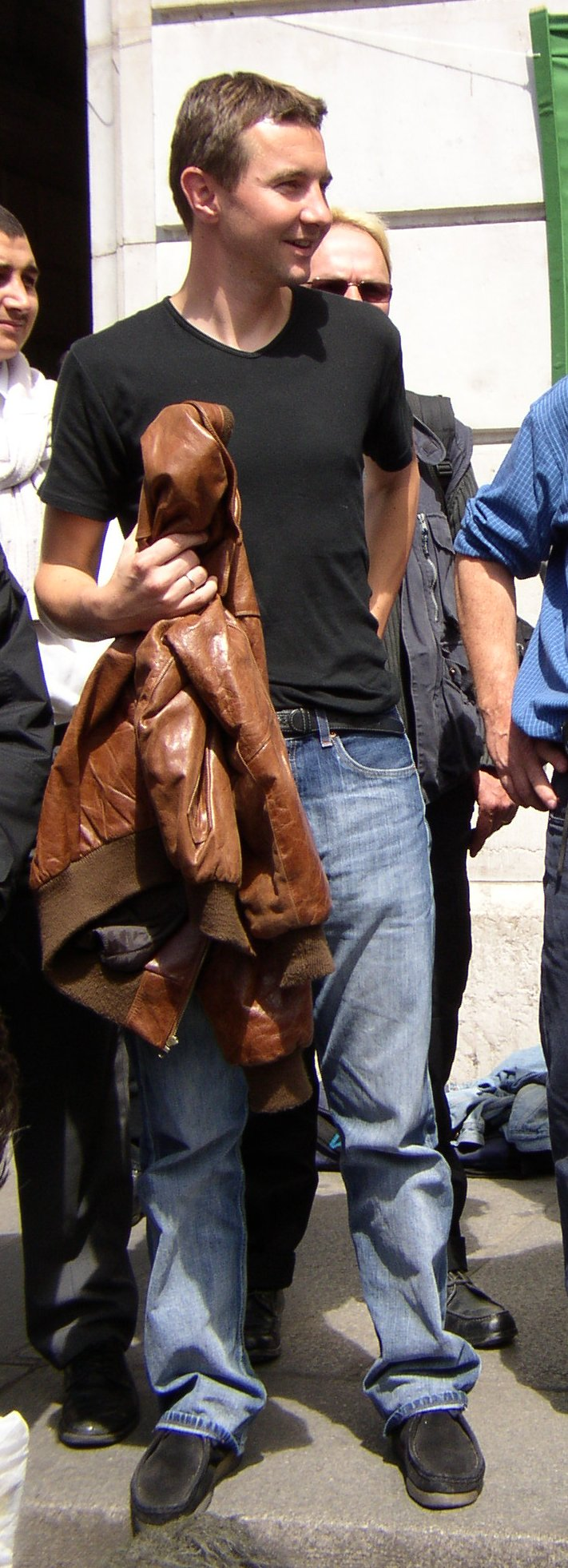
Olivier Besancenot en 2005.

En juin 2001, en vue de l'élection présidentielle de 2002, les militants de la LCR se prononcent à 68 % en faveur d'une candidature unique avec Lutte ouvrière, dont Arlette Laguiller est la porte-parole et candidate annoncée, et à 75 % pour la désignation d'Olivier Besancenot dans l'attente du résultat des négociations avec le parti trotskiste. Désigné porte-parole de la LCR aux côtés d'Alain Krivine et de Roseline Vachetta, Olivier Besancenot devient, après l'échec des négociations avec LO et l'obtention de ses 500 signatures, le plus jeune candidat à ce scrutin (28 ans).
Il dénonce les profits réalisés par les entreprises qui ont selon lui trop souvent tendance à se répartir davantage entre les « patrons et les actionnaires », au détriment d'une « redistribution des richesses » aux salariés. Avec pour slogan « Nos vies valent plus que leurs profits », il affiche comme priorités l'augmentation générale des salaires et des minima sociaux, l'interdiction des licenciements pour les entreprises bénéficiaires, la taxation des profits et des capitaux spéculatifs. Il a le soutien du philosophe Michel Onfray, et du réalisateur britannique Ken Loach.
Inconnu du grand public lors de l'annonce de sa candidature, il connaît une nette progression dans les sondages lors des derniers jours de la campagne, passant de 0,5 à 4 %, dans les enquêtes de l'institut TNS Sofres. Le 21 avril 2002, il recueille 4,25 % des suffrages exprimés (1,21 million de voix), derrière Arlette Laguiller (5,72 %). En vue du second tour, il appelle à faire barrage au candidat du Front national, Jean-Marie Le Pen. Aux législatives qui suivent, il est candidat dans la 19e circonscription de Paris, où il obtient 5,5% des voix au premier tour, soit le meilleur score d’un candidat de son parti pour ce scrutin.
Lors des élections européennes de 2004, il est tête de liste LO-LCR en Île-de-France ; sa liste rassemble 2,78 % des suffrages, n'obtenant aucun siège. Il défend le « non » au référendum de 2005 sur le traité établissant une Constitution pour l'Europe, jugeant celui-ci libéral et antisocial. Cette même année, il devient membre et parrain du collectif « Devoirs de Mémoires ».

### Élection présidentielle de 2007

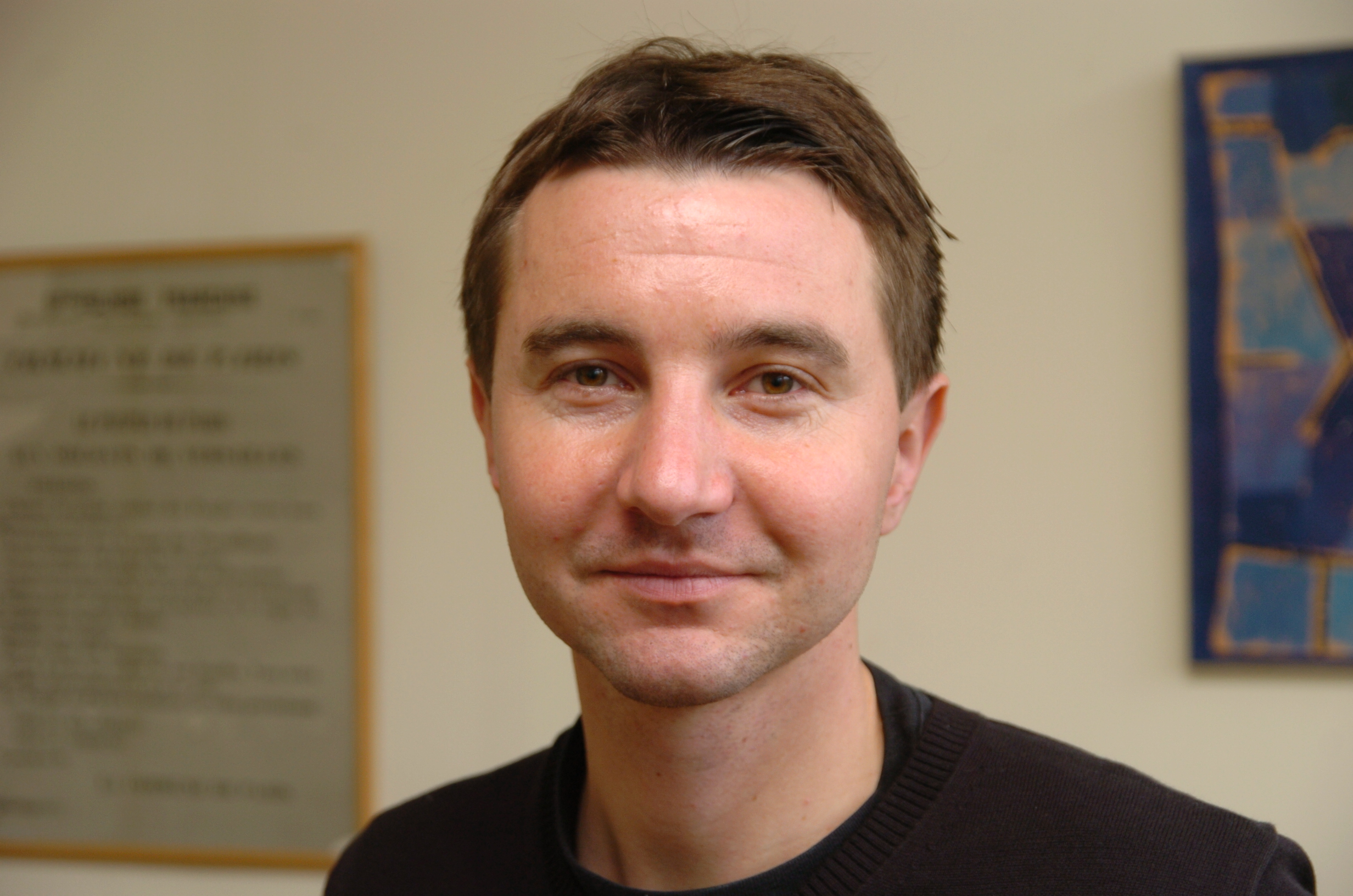
Olivier Besancenot, le 26 février 2007 à Paris.

La victoire du « non » au référendum sur le traité européen motive plusieurs formations de la « gauche antilibérale » à poursuivre le rassemblement pour les élections nationales de 2007.
En 2006, la LCR ne signe pas l'appel « pour un rassemblement antilibéral et des candidatures communes » car elle refuse la possibilité d'une alliance gouvernementale et parlementaire avec le Parti socialiste,,. Le 25 juin 2006, la conférence nationale de la LCR annonce la candidature d'Olivier Besancenot pour l'élection présidentielle de 2007. Dans le même temps, le parti propose de retirer son candidat au profit d'un candidat unitaire si les clarifications sont faites quant aux relations avec la direction du PS. En décembre 2006, Olivier Besancenot appelle la gauche antilibérale, notamment le PCF, qui soutient Marie-George Buffet, à se rassembler autour de sa candidature.
Le 18 avril 2007, en meeting à la Mutualité à Paris, devant plus de 4 000 spectateurs, ce qui en fait le plus gros meeting parisien du parti depuis 1968 et plusieurs milliers d'internautes, il expose son programme proposant l'interdiction des licenciements, une augmentation de tous les salaires de 300 €, un SMIC à 1 500 € net tout de suite, la construction d'un million de logements sociaux et la création d'un service public de la petite enfance ainsi que du quatrième âge.
Au premier tour, le 22 avril 2007, il recueille 4,08 % des suffrages exprimés (1,5 million de voix), ce qui le place en cinquième position, nettement devant Marie-George Buffet (1,93 %) et Arlette Laguiller (1,33 %). Pour le second tour, qui oppose Nicolas Sarkozy à Ségolène Royal, il appelle à « voter contre Nicolas Sarkozy, sans pour autant soutenir Ségolène Royal » dans ce qui lui semble être un « référendum anti-Sarkozy ». Alors que Nicolas Sarkozy vient d'être élu à la présidence de la République, Olivier Besancenot pose le constat (à propos des tentatives de rapprochements du PS avec l’UDF dans l'entre-deux tours) que « quand la gauche court après la droite, elle perd ».

### Nouveau Parti anticapitaliste

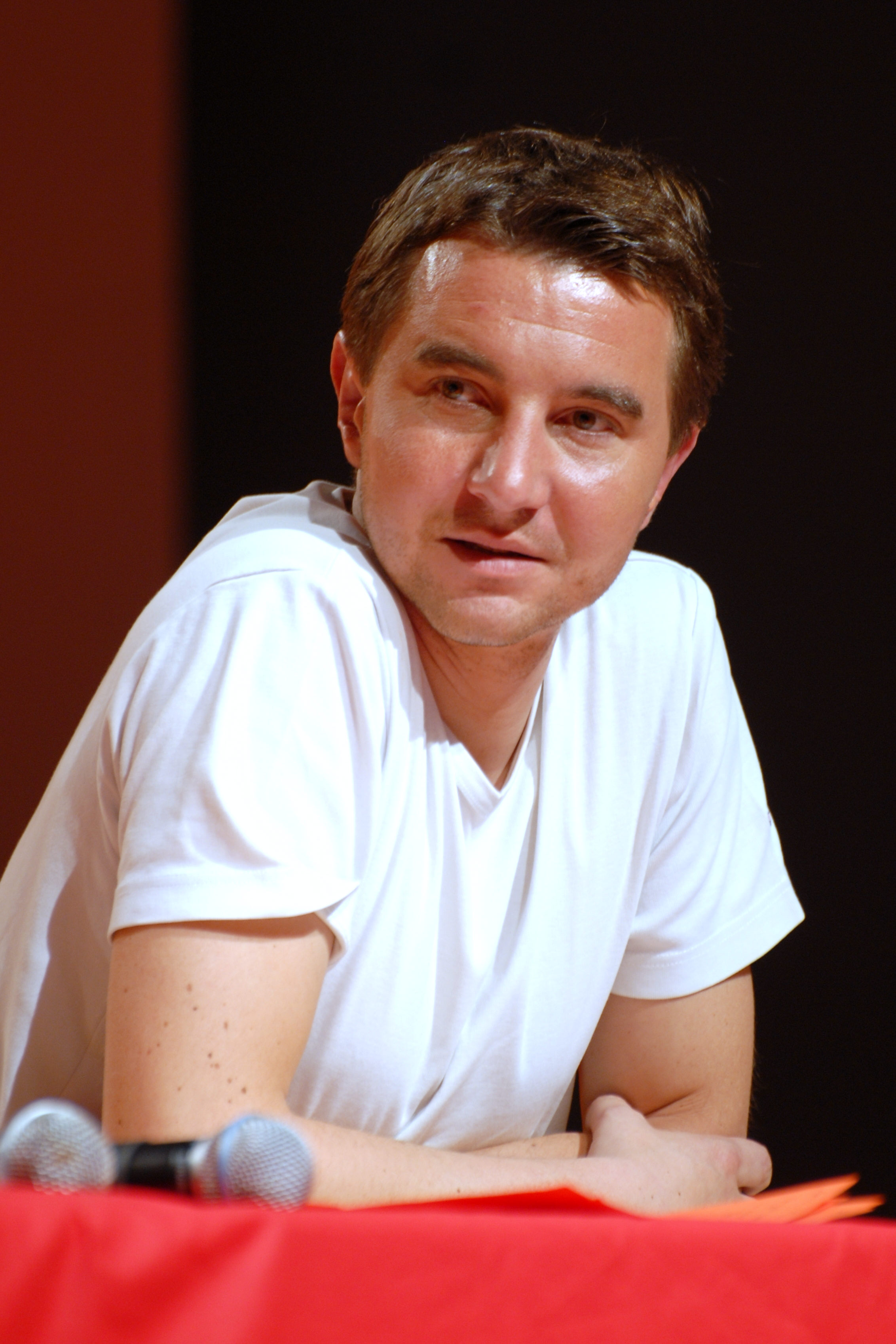
Olivier Besancenot en 2007.

Dès mai 2007, Olivier Besancenot appelle à la fondation d'un nouveau parti de gauche radicale sur « une base politique claire ». Le Nouveau Parti anticapitaliste (NPA) est officiellement lancé le 5 février 2009. Olivier Besancenot devient le porte-parole du parti.
Le 11 mai 2008, devenu une figure du paysage médiatique français, il est invité à l'émission de variétés de Michel Drucker Vivement dimanche. Cette médiatisation hors des débats télévisés classiques suscite des critiques à l’extrême gauche. Olivier Besancenot répond qu’il s’agit d'un moyen de « plaider des causes en profitant d'une tribune permettant de s'adresser à des millions de personnes ». Son passage est considéré comme un succès, l'émission réunissant jusqu'à 2,7 millions de téléspectateurs.
Le 6 novembre 2008 à Paris, lors du premier meeting du Nouveau Parti anticapitaliste (NPA), officiellement fondé en février 2009, Olivier Besancenot appelle à « changer ce monde avant qu'il ne nous écrase », légitimant la création d'un nouveau parti par une crise mondiale qui n'en est « qu'au début ».

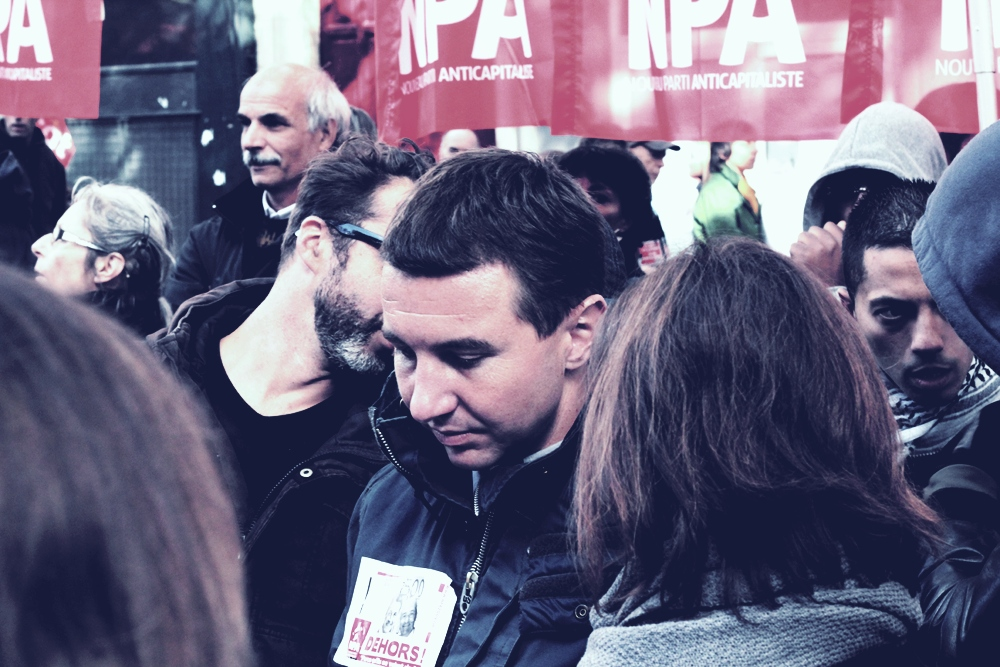
Olivier Besancenot en 2010.

En vue des élections régionales de mars 2010, les militants du NPA votent en se divisant sur trois positions équivalentes, ce qui est considéré comme un revers pour la direction nationale. Finalement, le conseil politique national acte l'échec des négociations avec le Front de gauche et présente ses propres listes dans 11 régions sur 21, tout en faisant campagne avec le FG dans trois régions et avec le Parti de gauche là où PS et PCF font liste commune. Tête de liste du NPA en Île-de-France, Olivier Besancenot recueille 3,1 % au premier tour au niveau régional,.
Après les élections cantonales de 2011, où le NPA fait un faible score et est peu présent sur la scène médiatique, Olivier Besancenot quitte le porte-parolat du parti, laissant sa place à Myriam Martin et Christine Poupin,. En mai 2011, il annonce dans un courrier aux militants de son parti qu'il ne sera pas candidat à l'élection présidentielle de 2012, prônant le renouvellement des générations et s'opposant à la « personnalisation à outrance » de la vie politique. Il fait à cette occasion référence à un appel du comité central de la Garde nationale le 25 mars 1871,, en en citant notamment un passage disant « Ne perdez pas de vue que les hommes qui vous serviront le mieux sont ceux que vous choisirez parmi vous, vivant votre propre vie, souffrant des mêmes maux. (...) Portez vos préférences sur ceux qui ne brigueront pas vos suffrages ». Philippe Poutou est désigné candidat, mais, faisant face à la dynamique de Jean-Luc Mélenchon (candidat du Front de gauche), celui-ci ne réitère pas les scores de son prédécesseur.
Chef de file du NPA (« Pour une Europe des travailleurs et des peuples, envoyons valser l'austérité et le gouvernement ! ») aux élections européennes de 2014 en Île-de-France, Olivier Besancenot et sa liste arrivent en 14e position avec 0,84 % des suffrages exprimés, derrière la liste Lutte ouvrière conduite par Nathalie Arthaud.
Le 30 novembre 2015, il est avec Noël Mamère et Jean-Baptiste Eyraud à l'initiative de l'« appel des 58 » dans lequel il indique son souhait de manifester pendant l'état d'urgence,. En septembre 2017, il publie le livre Que faire de 1917 ? Une contre-histoire de la révolution russe, dans lequel il met en avant non le point de vue des « grands hommes » ou des partis, mais celui des « millions d’anonymes » qui ont vécu la révolution russe en s'organisant « dans des comités, dans des conseils, des soviets ».
Lors de son retour médiatique, il appelle à « un front commun » avec Jean-Luc Mélenchon, Benoît Hamon, Pierre Laurent et Nathalie Arthaud pour la mobilisation en soutien des fonctionnaires et cheminots du 22 mars 2018,. Dans la foulée, douze partis et organisations de gauche, Insoumis compris, organisent une conférence de presse commune pour soutenir la grève. À partir de novembre 2018, Olivier Besancenot soutient également le mouvement des Gilets jaunes : il estime qu'il s'agit d'une fronde sociale contre la vie chère, un mouvement populaire ni populiste ni poujadiste, et appelle à une grève générale,,.
Après l’échec de Philippe Poutou aux élections présidentielles de 2012 et de 2017 (respectivement 1,15 et 1,09 %) et du refus de celui-ci de se présenter une troisième fois (conformément à la ligne du parti), la possibilité d’une candidature d’Olivier Besancenot à l’élection présidentielle de 2022 a été envisagée. Dans Libération, l’essayiste Laurent-David Samama le présentait comme un possible « messie pour la gauche de la gauche » alors que Jean-Luc Mélenchon et le Parti socialiste apparaissaient affaiblis.

## Affaires judiciaires

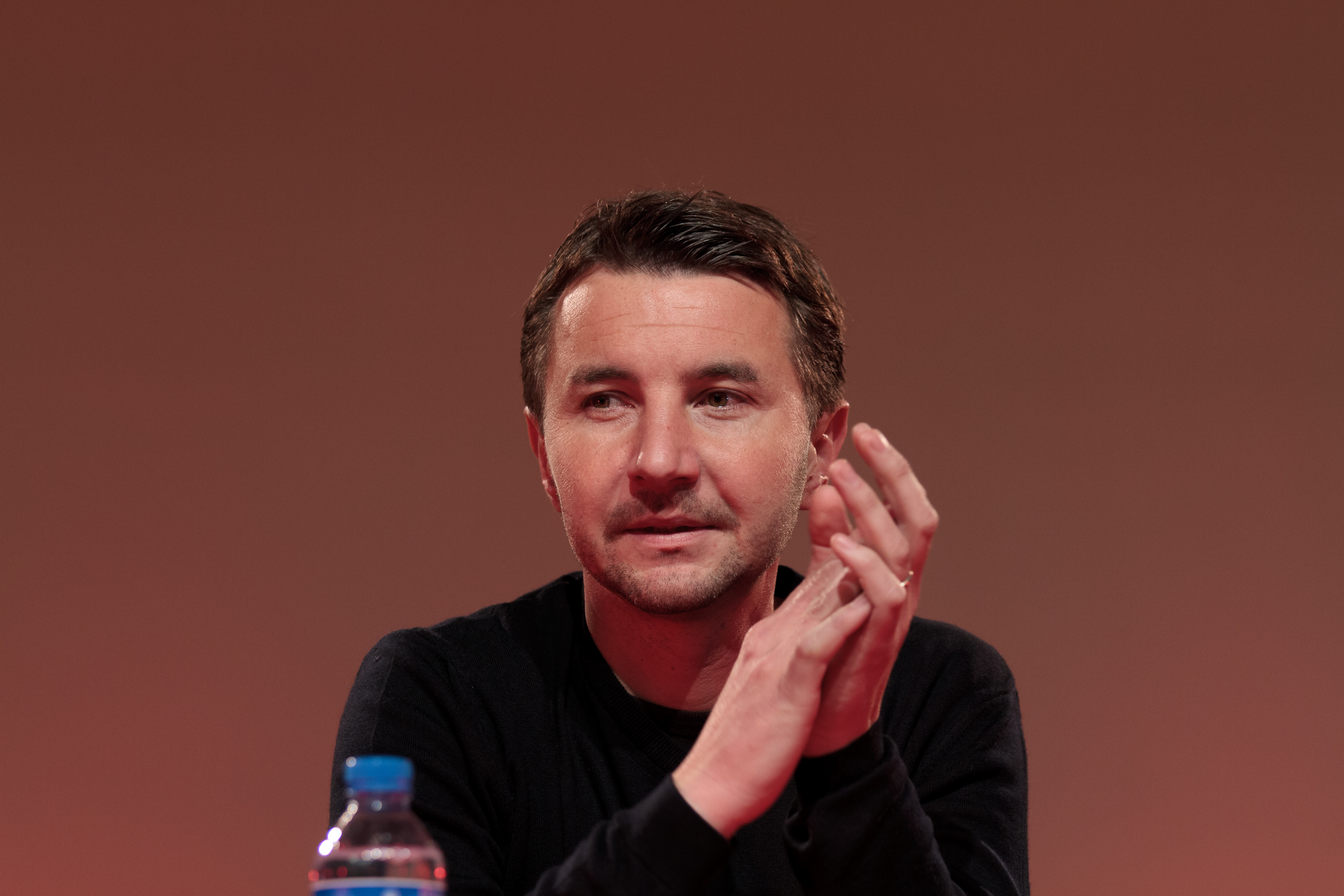
Olivier Besancenot en 2012.

### Affaire Taser-Besancenot
Le 2 novembre 2007, Olivier Besancenot, se basant sur un rapport d'Amnesty international, dénonce l’utilisation du Taser par les agents des forces de l’ordre. Il déclare pendant le Grand Journal de Canal+ : « Le problème de ce petit pistolet, qui a l'air d'un jouet tout simple et très sympathique, c'est que ça a déjà causé des dizaines de morts aux États-Unis », allant jusqu'à avancer le chiffre de 150 morts sur un site internet,. Aussitôt, la société Taser France assigne en diffamation le porte-parole de la LCR ; l’entreprise est finalement déboutée de sa requête par le tribunal de grande instance de Paris.
L'affaire rebondit en mai 2008, lorsque le magazine L'Express révèle qu'Olivier Besancenot a été espionné, entre octobre 2007 et janvier 2008, pour le compte de cette société, par une officine de renseignement privée. Des informations confidentielles comme le solde des comptes bancaires d'Olivier Besancenot et de sa compagne ont été obtenues grâce à d'anciens policiers ou des policiers en activité. Il porte plainte contre X pour atteinte à l'intimité de la vie privée, violation de secret professionnel et recel de violation de secret professionnel. En janvier 2013, Antoine Di Zazzo, PDG de SMP Technologies, est condamné à 15 mois de prison avec sursis et à 10 000 euros d’amende. Les autres protagonistes de l’affaire écopent de peines allant de deux mois à un an avec sursis.

### Affaire du centre de tri de Nanterre

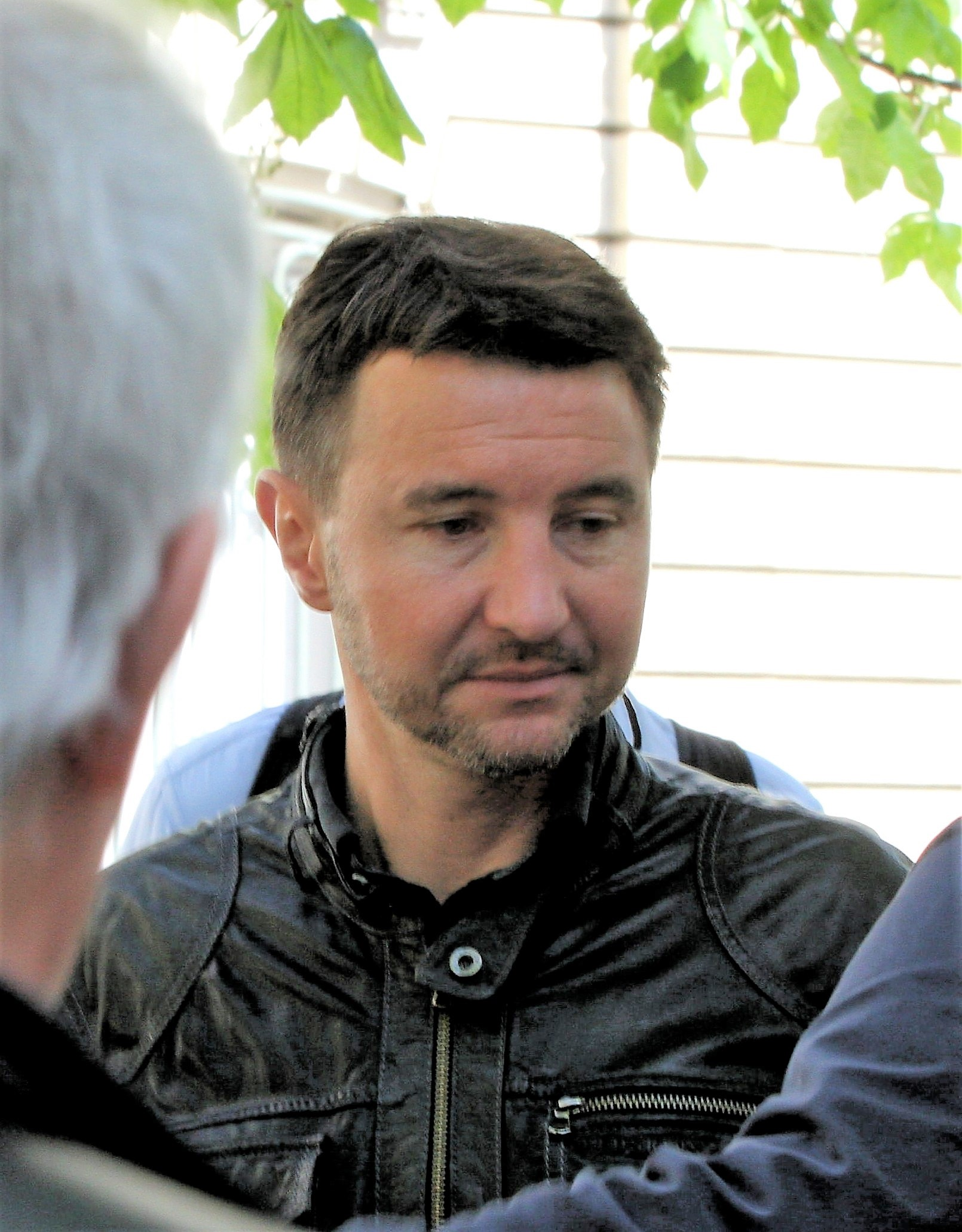
Olivier Besancenot lors d'une manifestation contre le projet de loi relative au renseignement, en avril 2015.

Après une manifestation ayant eu lieu le 10 novembre 2008, Jean-Baptiste Casanova, directeur du centre de tri de La Poste à Nanterre, porte plainte pour « violences volontaires aggravées en réunion »,. Olivier Besancenot était venu soutenir des salariés grévistes de La Poste mettant en cause leurs conditions de travail, la privatisation du service public et souhaitant une augmentation de salaires. Accusé d'avoir une responsabilité dans la bousculade au cours de laquelle le directeur du centre de tri se serait blessé, Olivier Besancenot affirme qu’il s’agit d'une « simulation grossière de chute ». Selon La Poste, le directeur a été blessé au coude et s'est vu délivrer un arrêt de travail de trois jours. Un porte-parole du parquet déclare que lors de la confrontation entre le plaignant et les trois personnes mises en cause, « il n’est pas apparu que le plaignant soit en mesure de désigner tel ou tel ».

## Vie privée
Olivier Besancenot a un fils avec l'éditrice Stéphanie Chevrier,.
Il se déclare athée.

## Publications
- Tout est à nous !, Denoël, 2002,  (ISBN 2207253090).
- Révolution ! 100 mots pour changer le monde, avec la collaboration de François Sabado, Flammarion, 2003  (ISBN 2290338281).
- Che Guevara : une braise qui brûle encore, avec la collaboration de Michael Löwy, Éditions Mille et une nuits, 2007  (ISBN 9782755500431).
- Prenons parti pour un socialisme du XXIe siècle, Éditions Mille et une nuits, janvier 2009 (coauteur : Daniel Bensaid).
- Évolution & révolution (préface), Le Passager clandestin (éditions), 2008.
- On a voté… et puis après ?, Le Cherche midi, collection "Documents", 2012.
- La Conjuration des inégaux : la lutte des classes au XXIe siècle, Le cherche midi, 2014
- Affinités révolutionnaires : nos étoiles rouges et noires, avec la collaboration de Michael Löwy, Éditions Mille et une nuits, août 2014, 260 p.  (ISBN 9782755507225).
- Le Véritable coût du capital, édition Autrement, 2015,  (ISBN 9782746741775).
- Que faire de 1917 ? Une contre-histoire de la révolution russe, édition Autrement, 2017  (ISBN 9782746745469).
- Abdullah Öcalan, La Révolution communaliste, Libertalia, 2020 (ISBN 978-2-3772-9120-5). Préface uniquement
- Le coup d’État du 11 septembre 1973 au Chili, avec la collaboration de Michael Löwy, Editions Textuel, Collection « Petite Encyclopédie critique », août 2023, 160p,  (ISBN 978-2-84597-964-2).
- En finir avec le présidentialisme, Seuil, avril 2025,  (ISBN 978-2-02-159497-3).

## Contributions musicales
- Album Politikment incorrekt en 2004 avec le chanteur de rap Monsieur R. Cf. Présentation de l'Album Politikment incorrekt.
- Apparition sur l'album Gare au Jaguarr du rappeur Joey Starr, sorti le 16 octobre 2006, dans le morceau Question 1.
- Album Le Che, une braise qui brûle encore en 2007 avec le chanteur de rap Monsieur R pour célébrer les 40 ans de « la disparition de Che Guevara. Cf. « Besancenot et Monsieur R rendent hommage au Che », LCI, 24 septembre 2007.
- Apparition sur l'album Le Poids des Mots du rappeur Mokless (Scred Connexion), sorti en septembre 2010, dans le morceau On s'habitue à tout.
- Apparition sur l'album Egomaniac du rappeur Joey Starr, sorti le 31 octobre 2011, dans le morceau Interlude Appel à la résistance.
- Apparition sur l'album Elegancia Popular de Sidi Wacho, sorti le 20 février 2020, rap, un couplet, dans le morceau Que de l'amour.